# Szatta, Vas
Szatta  este un sat în districtul Körmend, județul Vas, Ungaria, având o populație de 84 de locuitori (2011). 

## Demografie
Componența etnică a satului Szatta
     Maghiari (100%)
Componența confesională a satului Szatta
     Reformați (52,38%)
     Romano-catolici (14,29%)
     Luterani (4,76%)
     Fără religie (4,76%)
     Necunoscută (23,81%)
Conform recensământului din 2011, satul Szatta avea 84 de locuitori. Din punct de vedere etnic, majoritatea locuitorilor (100,0%) erau maghiari.  Din punct de vedere confesional, majoritatea locuitorilor (52,38%) erau reformați, existând și minorități de romano-catolici (14,29%), luterani (4,76%) și persoane fără religie (4,76%). Pentru 23,81% din locuitori nu este cunoscută apartenența confesională.